# Махер, Адам
А́дам Ма́хер (нидерл. Adam Maher; род. 20 июля 1993, Айт-Изу) — нидерландский футболист, полузащитник катарского клуба «Аль-Вакра».
Выступал за сборную Нидерландов.

## Футбольная карьера
Воспитанник нидерландского АЗ, с которым в июле 2009 года подписал профессиональный контракт. Он сделал свой профессиональный дебют 15 декабря 2010 года в матче Лиги Европы УЕФА против белорусского БАТЭ и забил гол. Он стал самым молодым футболистом нидерландского клуба, забившим гол в Лиге Европы УЕФА и Кубке УЕФА. 6 марта 2011 года, Махер провёл первую игру в Эредивизи. По итогам сезона 2011/12 Махер получил приз лучшему молодому игроку чемпионата. В октябре 2012 года продлил контракт с АЗ до 2015 года.
Летом 2013 года перешёл из АЗ в ПСВ, заключив контракт сроком на пять лет. В сезоне 2016/17 выступал на правах аренды за турецкий клуб «Османлыспор».
В июле 2022 года перешёл в саудовский клуб «Дамак».

## Статистика

### Матчи Махера за сборную Нидерландов
| Матчи Махера за сборную Нидерландов | Матчи Махера за сборную Нидерландов | Матчи Махера за сборную Нидерландов | Матчи Махера за сборную Нидерландов | Матчи Махера за сборную Нидерландов | Матчи Махера за сборную Нидерландов |
| ----------------------------------- | ----------------------------------- | ----------------------------------- | ----------------------------------- | ----------------------------------- | ----------------------------------- |
| №                                   | Дата                                | Соперник                            | Счёт                                | Голы Махера                         | Соревнование                        |
| 1                                   | 15 августа 2012                     | Бельгия                             | 2:4                                 | —                                   | Товарищеский матч                   |
| 2                                   | 11 сентября 2012                    | Венгрия                             | 4:1                                 | —                                   | Чемпионат мира 2014 (отбор)         |
| 3                                   | 6 февраля 2013                      | Италия                              | 1:1                                 | —                                   | Товарищеский матч                   |
| 4                                   | 26 марта 2013                       | Румыния                             | 4:0                                 | —                                   | Чемпионат мира 2014 (отбор)         |
| 5                                   | 10 сентября 2013                    | Андорра                             | 2:0                                 | —                                   | Чемпионат мира 2014 (отбор)         |

Итого: 5 матчей / 0 голов; 3 победы, 1 ничья, 1 поражение.

## Достижения
АЗ
- Обладатель Кубка Нидерландов: 2012/13

ПСВ
- Чемпион Нидерландов (2): 2014/15, 2015/16
- Обладатель Суперкубка Нидерландов (2): 2015, 2016